# 西方修行制度
独身修行主义或修道主义（英語：Monasticism，羅馬化：monachos，意爲独身），指西方宗教传统中的主张、制度或活動，其主要是透過祈禱、冥想、節食與禁欲等方式讓信徒脫離世俗生活，而在精神上更趨近符其信仰的理想或接近神的旨意。

## 基督教
基督教的独身修行主义主要在于东正教和天主教，男性稱為修士，女性稱為修女，兩者皆可称为隐士。

### 由來
西亞一帶的地區在信仰上本來就有很強的修道主義的思想。當地人只要到某一個年齡的時候,他們自然而然就會想要去尋求一個真神，在這個當中他們是不會結婚、禁慾而苦待自己的，他們的心中都有一種追求神秘宗教經驗的心，因為這些人也受到希臘哲學思想的影響，他們認為物質和身體，有形體的東西都是不潔、有罪惡的，所以要克服對付它。
從聖經舊約中可以發現到猶太人有「苦修主義」的傳統，如：拿細耳人禁戒酒和其他事物、撒母耳及以利沙開辦的先知門徒學校，也是在教導關於苦修方面的事情。後來到了新約時代的巴勒斯坦，演變成有個人式的及團體式的苦修方式，個人方式苦修的最佳例子，就是施浸約翰，我們可以從聖經看見他穿的是駱駝毛的衣服、吃的是蝗蟲野蜜，常常在曠野當中傳道；而團體式的苦修生活，著名的是愛色尼派人，他們聚集在一起生活，在昆蘭抄寫死海古卷而成為社群。
而修道主義有兩個基礎，古基督教的修道主義就是從這兩個根源開始的，第一是相信這個世界的罪惡是不能救治的。第二相信最高尚的聖人，都是那些為良心的緣故而極端刻苦的人，所以他們就以自願貧苦、自願獨身、和自願遁世為中心。

### 類型及方式
在3世紀末、4世紀初時，基督教出現了最早的修道院。當時的修士們有一個想法，他們認為他們應該要遠離當時逐漸世俗化的教會，要與世隔絕的去與上帝培養更加深入的靈交生活以提升自己的靈性。剛開始的修道士們是為了要暫時躲避當時基督徒被迫害的行為而選擇去隱居在沙漠裡，但後來卻變成了修道士長期的一種習慣及行為。埃及和敘利亞，可以說是修道主義一剛開始最早發展的地方，而很多人也漸漸開始模仿起埃及的科普特農民安多紐的作法，他是第一位知名的隱士，他隱居在沙漠的邊緣上、單獨一人的生活，修道士們平常日常的生活不外乎就是默想、禱告、再加上讀經，他們也會用禁食的方式來尋求上帝。這些修道士們一般來說大多都是獨身者，也有夫妻二人一起過苦修生活的，但追求聖潔生活的他們，往往都沒有夫妻之間的性生活。
公元320年，帕科繆在埃及的塔本尼亞創立了「團體式」的苦修主義，他可以稱的上是為以後的修道院建立起一個完整架構的人。他反對極端，在他的堅持下，這些修道士們每天都要準時吃飯及禱告，他並且也鼓勵這些修道士們自己種植蔬果、做手工藝品出售等，為的是要讓他們可以過自給自足的生活。剛開始，這修道院只收男修道士，後來，帕科繆在死之前又另外建立了第一間的女修道院。

### 影響
這種創立苦修式的修道院制度，正確的說，是來自於敘利亞而不是埃及。兩地的修道士們雖然都支持苦修的生活，但是敘利亞的修道士比起埃及的卻更加熱衷及更顯外在行為的怪異，他們會用他們的身子堵住山洞、並在石頭上用鐵鍊鎖住自己等等激烈怪異的行為。
其中也有修道士以很奇怪的方式修道：例如敘利亞的西蒙，他造了幾根柱子，一根比一根長，最後一根柱子竟高達六十呎而柱頂只有四呎平方，為的是脫離群體、專心修道，甚至在柱上待了三十年直到死時，被稱為登塔者西蒙。敘利亞與埃及這兩地，埃及是以農業為主，修道士們喜歡穩定的生活，他們都隱居在洞穴中；而敘利亞則不同，他們有經營商隊的傳統，會往來各地，所以敘利亞的修道士們後來有些都變成了流浪的宣教士。

### 凱爾特修道主義

#### 源由
修道主義於五世紀末在凱爾特人中間興起，於是起名為凱爾特主義。對當地修道院的修建，聖博德有著非常重要的影響，雖沒有直接證據，但聖博德的確在當時開拓了愛爾蘭的宣教歷程。五世紀後修道院在愛爾蘭已漸漸落地生根，在當地也發展成類似埃及模式的修道主義。關於愛爾蘭的修道方式，據說極其刻苦，但對於研究學問非常熱心，直到六世紀在歐洲大陸常常見到凱爾特修士建立修道院，包括律克瑟伊修道院、聖迦修道院、波比阿修道院，這些修道院建立的根基，成為中歐傳福音佈道工作的先鋒。
聖博德出生於不列顛，在十六歲時突然被匪徒抓住，被賣到愛爾蘭去作奴隸，之後牧了六年的羊逃回家中，在他作奴隸期間，接觸了基督教信仰。他回到愛爾蘭之後因為心裡覺得要回到愛爾蘭宣教，於是進入利連修道院修行。有一次他在夢中聽到愛爾蘭的呼聲“我們求你回來，再在我們中間行走一次。”終於在417年派往愛爾蘭協助帕拉狄，帕氏死後於432年成為愛爾蘭的主教專心的牧養愛爾蘭的人民，又被稱為「愛爾蘭的使徒」。他在愛爾蘭積極的宣傳福音，建立無數教會，培養當地的基督信徒，著名的是亞爾馬革大教堂，日後成為愛爾蘭重要的教育中心。他對修道要求堅守苦修的方式，但對生活保有傳福音的熱忱，他教導凱爾特人委身成為基督的門徒，傳遞基督的大使命，於是在愛爾蘭這個地區漸漸多結出果子，這些修士去到西歐繼續傳播福音。

### 聖高隆巴
修道主義發展到愛爾蘭之後繼續往未聽信福音之地擴張，緊接著就是繼續往蘇格蘭地傳遞。蘇格蘭最偉大的宣教士要算聖高隆巴，他出生於愛爾蘭的望族，是著名愛爾蘭修道士，並且繼帕提克後創建許多修道院，他先在自己的家鄉熱忱的傳福音，接著於563年前往蘇克蘭的艾俄那島宣揚基督福音並在當地建立修道院，之後遂繼續前往匹克特人中間去向當地的王傳福音，布魯特王聽到他的講道之後，相信了基督，於是在他努力之下幾乎整個蘇格蘭都聽從了福音。在蘇格蘭的教會大都帶有高隆巴修道主義的色彩。

### 引用
1. ↑  黃彼得，《認識基督教史略》，（香港，金燈臺出版社，2006），118。
2. ↑  谷勒本，《教會歷史》，（台灣，道聲出版社，2000），141。
3. ↑  陶理主編，《基督教二千年史 自第一世紀至當代》，李伯明、林牧野譯，（香港海天書樓，2004年11月），212～224。
4. ↑  莫菲特著，《亞洲基督教史》，中國神學研究院中國文化研究中心編譯，（香港基督教文藝出版社，2000年06月），79～84。

## 参閲
- 修行
- 修道
- 灵修
- 出家
- 會士 (天主教)